# Skrineano, Kiustendil
Skrineano (în bulgară Скриняно) este un sat în comuna Kiustendil, regiunea Kiustendil,  Bulgaria. 

## Demografie
Componența etnică a satului Skrineano
     Bulgari (88,15%)
     Romi (8,33%)
     Nicio identificare (3,5%)
     Altele (0%)
La recensământul din 2011, populația satului Skrineano era de 228 locuitori. Din punct de vedere etnic, majoritatea locuitorilor (88,15%) erau bulgari, cu o minoritate de romi (8,33%). Pentru 3,5% din locuitori nu este cunoscută apartenența etnică.